# El Hassaine
El Hassaine è un comune dell'Algeria, situato nella provincia di Mostaganem.